# ぼくらのミステリー学園
ぼくらのミステリー学園（ぼくらのミステリーがくえん）は、1985年12月に出版されたさとうまきこによる偕成社の作品。2004年3月、ジャイブのカラフル文庫で復刊。さとうまきこの「ミステリー・シリーズ」第2作。

## 概要・あらすじ
主人公の伊藤和也は世田谷区立赤松小学校（架空）の小学校6年生。赤松小学校には、「赤小三大ミステリー」という代々伝えられてきた噂があった。ミステリー好きの和也はクラスメートの山田武夫（通称ロイヤル）、良介、富沢真（通称トミー）と一緒に噂の真相を解明しようとするのだが…
さとうまきこの「ミステリー・シリーズ」第2作目。第1作目「ぼくのミステリー新聞」同様、赤松小学校を舞台とし、発表当時社会問題であったいじめを主題としたもの。ただし、前作の主人公水島哲也が1人で行動していたいじめられっ子に対し、今回は複数で行動し、主人公和也自身も「いじめる側・いじめられる側」でもない少年である。前作は古代遺跡を絡めていたが、今作は学校の怪談や心霊現象を絡めながら少年たちの成長を描く。なお、今作のみ他のシリーズとの関連はなく、唯一独立している。
1980年代発表のため、当時の世相（土曜日の登校）を思わせる描写が多い。
この作品で赤松小学校について詳しく言及されている。

## 登場人物

### 主人公
伊藤和也
赤松小学6年生。好きな食べ物はギョーザと焼肉。きらいなものは、ニンジン。勉強は体育が好きで算数が嫌い。オカルトの中でも心霊現象が大好きで、ラップ現象や憑依霊や地縛霊といった知識が豊富。心霊現象に詳しいという点を除くとミステリー・シリーズ5作の中では比較的普通の小学生である。

### 赤松小学校

#### クラスメート
富沢真（トミー）
通称、トミー。5年の2学期に静岡から転校してきた。長髪で分厚いメガネをかけており、泣き虫で運動音痴。女子に何を言われても言い返せない。そのため、いじめられっ子であり、いわば前作「ぼくのミステリー新聞」の主人公水島哲也と同じキャラであると言える。
山田武夫（ロイヤル）
通称、ロイヤル。クラスで一番体がでかく、喧嘩も強く、すぐ暴力を振るう。その風貌と家が「バーバー・ロイヤル」という理容店を経営していることに因んでロイヤルと呼ばれている。伊藤和也とは5年生から同じクラスとなった。伊藤和也いわく、「単純でお人よし」である。実際、物語中でもそれを感じる行動が多い。ドラえもんに登場する剛田武を彷彿とさせる。
良介
苗字不明。伊藤和也とは1年生から同じクラス。作中の描写にはないが、イラスト上ではそばかすのある少年。上述のロイヤルの腰巾着のような存在。ドラえもんに登場する骨川スネ夫を彷彿とさせる。

#### 先生
太田健吉
須田先生

#### その他
天野高
天野高の母親

## 世田谷区立赤松小学校

### 歴史
- 1985年当時、創立以来69年経つ。
- 校舎も30年以上経つ。

### 赤小三大ミステリー
上級生から下級生へと語り継がれている学校の噂。今で言うと学校の怪談である。
あかずのロッカー
体育館に近い北校舎の、玄関の靴箱のわきのロッカーのうち、13番のロッカーはなぜか鍵がかかっており、開くことはない。「武士の生首」が入っているという噂もあるが、1985年当時、開けてみたところ、1枚の絵があるだけであった。
血のしたたる解剖図
理科室の壁に貼ってある解剖図の心臓から、夜になると、血が滴ってくる。
資料室のすすり泣き
夜になると、資料室からしくしく泣き声がする。